# Landkreis Hoyerswerda
| Landkreis Hoyerswerda        | Landkreis Hoyerswerda                                                   |
| ---------------------------- | ----------------------------------------------------------------------- |
| Wappen                       |                                                                         |
| Preußische Provinz           | Schlesien (1825–1919, 1938–1941) Niederschlesien (1919–1938, 1941–1945) |
| Regierungsbezirk             | Liegnitz                                                                |
| Kreisstadt                   | Hoyerswerda                                                             |
| Fläche                       | 869 km² (1939)                                                          |
| Einwohner                    | 59.303 (1939)                                                           |
| Bevölkerungsdichte           | 68 Einwohner/km² (1939)                                                 |
| Gemeinden                    | 77 (1939)                                                               |
|                              |                                                                         |
| Lage des Kreises Hoyerswerda |                                                                         |

Der Landkreis Hoyerswerda (ursprünglich Kreis Hoyerswerda) war ein Landkreis, der in Preußen, in der SBZ und in der DDR von 1825 bis 1952 bestand. Das ehemalige Kreisgebiet gehört heute zum brandenburgischen Landkreis Oberspreewald-Lausitz sowie zu den sächsischen Landkreisen Bautzen und Görlitz.

## Geographie
Der Landkreis lag in der nördlichen Oberlausitz und war bis 1945 der westlichste Landesteil von Schlesien. Er grenzte im Westen an den Kreis Liebenwerda der preußischen Provinz Sachsen, im Norden an die brandenburgischen Kreise Calau und Spremberg, im Osten an den schlesischen Kreis Rothenburg (Ob. Laus.) und im Süden an die sächsischen Amtshauptmannschaften Bautzen und Kamenz.

## Geschichte
Der Kreis Hoyerswerda entstand am 1. August 1825 aus dem südlichen Teil des 1816 gegründeten Kreises Spremberg-Hoyerswerda, der zur preußischen Provinz Brandenburg gehörte. Die Dörfer um Hoyerswerda gehörten zuvor schon zur Standesherrschaft Hoyerswerda. Der neue Kreis Hoyerswerda wurde dem Regierungsbezirk Liegnitz der Provinz Schlesien zugeordnet. Das Landratsamt war in Hoyerswerda. 1919 wurde die Provinz Schlesien aufgelöst und aus den Regierungsbezirken Breslau und Liegnitz die neue Provinz Niederschlesien gebildet. Diese Teilung Schlesiens wurde 1938 wieder rückgängig gemacht und 1941 erneut vollzogen. 
Im Frühjahr 1945 wurde das Kreisgebiet durch die Rote Armee besetzt. Da der nunmehr Landkreis Hoyerswerda genannte Kreis westlich der Oder-Neiße-Linie lag, wurde er nicht wie der größte Teil von Schlesien nach dem Potsdamer Abkommen unter polnische Verwaltung gestellt. Er wurde Teil der Sowjetischen Besatzungszone und in das Land Sachsen eingegliedert, mit dem er seit 1949 zur DDR gehörte. Bei der Verwaltungsreform von 1952 wurden die Länder in der DDR aufgelöst und durch Bezirke ersetzt. Die Landkreise erhielten nun wieder die Bezeichnung Kreis. Der Westteil des Landkreises Hoyerswerda mit der Stadt Ruhland sowie den Gemeinden Arnsdorf, Biehlen, Burkersdorf, Frauendorf, Grünewald, Guteborn, Hohenbocka, Hosena, Jannowitz, Kroppen, Lindenau, Niemtsch, Peickwitz, Schwarzbach, Tettau und Hermsdorf b. Ruhland kam zum neuen Kreis Senftenberg. Aus dem verbleibenden Kreisgebiet wurde der Kreis Hoyerswerda gebildet, der dem Bezirk Cottbus zugeordnet wurde. Nach der Wiedervereinigung bestand dieser Kreis im Freistaat Sachsen bis 1996 als Landkreis Hoyerswerda fort.

## Landräte
1826–184800von Goetz
1848–186100Adolph Hans Georg von Götz († 23. November 1861)
1862–188100Hans von Götz-Hünerbein
1881–188600Alfred von Loebenstein-Lohsa (1837–1896)
1886–189100Ernst von Gersdorff-Hermsdorf
1891–189900Friedrich von Lucke
1899–190600Willy Schwarz
1906–191900Friedrich Hegenscheidt
1919–192800Egon Lenoir
1928–193300Max Saling
1933–193700Fritz Schmige (1880–1974)
1937–193900Herbert Matzke
1933–194400Wilhelm Behr
1944–000000Heinrich Korte

## Einwohnerentwicklung
| Jahr | Einwohner | Quelle |
| ---- | --------- | ------ |
| 1846 | 28.362    | [ 4 ]  |
| 1871 | 31.138    | [ 5 ]  |
| 1885 | 33.061    | [ 6 ]  |
| 1900 | 36.778    | [ 7 ]  |
| 1910 | 43.067    | [ 7 ]  |
| 1925 | 54.259    | [ 1 ]  |
| 1939 | 59.303    | [ 1 ]  |

Nach der Statistik von Arnošt Muka sprachen 1884 19.377 Einwohner des Kreises Hoyerswerda Sorbisch, das entsprach einem Anteil von 58,2 % an der Gesamtbevölkerung. Die amtliche preußische Statistik zählte dagegen im Jahr 1890 nur 15.201 sorbische Muttersprachler (45,1 %), wobei zu beachten ist, dass nur solche Personen gezählt wurden, die Sorbisch als alleinige Muttersprache angaben.
Von insgesamt 36.778 Einwohnern im Jahr 1900 waren 32.141 evangelisch (87,4 %) und 4.625 katholisch (12,6 %), letztere vor allem rund um Wittichenau.

## Gemeinden
Der Kreis Hoyerswerda umfasste 1939 drei Städte und 74 weitere Gemeinden. Einige Ortsnamen sorbischen Ursprungs wurden im Jahre 1936 politisch motiviert eingedeutscht. 1945 erhielten diese Orte ihre historischen Namen zurück.
Städte
- Hoyerswerda/Wojerecy
- Ruhland
- Wittichenau/Kulow

Landgemeinden
- Arnsdorf
- Bärwalde
- Bernsdorf
- Biehlen
- Bluno/Bluń, 1936–1945 Blunau
- Brischko, 1936–1945 Birkenheim
- Bröthen/Brětnja
- Burg/Bórk
- Burghammer/Bórkhamor
- Burkersdorf
- Dörgenhausen/Němcy
- Drehna/Tranje, 1936–1945 Grünhain
- Driewitz/Drěwcy
- Dubring/Dubrjenk, 1936–1945 Eichhain
- Frauendorf
- Friedersdorf
- Geierswalde/Lejno
- Groß Neida, 1936–1945 Groß Weidau
- Groß Partwitz
- Groß Särchen/Wulke Ždźary
- Grünewald/Zeleny Gozd
- Guteborn/Wudwor
- Hermsdorf b. Ruhland
- Hermsdorf/Spree
- Hohenbocka/Bukow
- Hosena/Hóznja
- Hoske/Hózk, 1936–1945 Elsterode
- Jannowitz
- Keula, 1936–1945 Runddorf
- Klein Partwitz
- Neudorf Klösterlich
- Koblenz
- Kotten
- Kroppen/Kropnja
- Kühnicht
- Laubusch/Lubuš
- Leipe
- Liebegast/Lubhozdź
- Lieske
- Lindenau
- Lippen/Lipiny
- Litschen/Złyčin
- Lohsa/Łaz
- Maukendorf/Mučow
- Merzdorf/Łućo
- Michalken/Michałki
- Mönau/Manjow
- Mortka/Mortkow, 1936–1945 Grube Ostfeld
- Nardt/Narć, 1936–1945 Elsterhorst
- Neustadt/Nowe Město
- Neuwiese/Nowa Łuka
- Niemtsch/Němješk
- Peickwitz
- Rachlau/Rachlow, 1936–1945 Wiesdorf
- Riegel/Roholń
- Saalau/Salow
- Sabrodt/Zabrod, 1936–1945 Wolfsfurt
- Schöpsdorf/Šepšecy
- Schwarzbach
- Schwarzkollm/Čorny Chołmc
- Seidewinkel/Židźino
- Sollschwitz/Sulšecy
- Spohla/Spale, 1936–1945 Brandhofen
- Spreewitz/Sprjejcy
- Steinitz/Šćeńca
- Tätzschwitz/Ptačecy, 1936–1945 Vogelhain
- Tettau
- Uhyst/Delni Wujězd, 1936–1945 Spreefurt
- Wartha/Stróža
- Weißkollm/Běły Chołmc
- Werminghoff, am 27. Januar 1950 in Knappenrode umbenannt
- Wiednitz/Wětnica
- Zeißholz/Ćisow
- Zeißig/Ćisk

In den 1930er Jahren wurden mehrere Gemeinden eingemeindet:
- Bergen, am 1. April 1938 zu Neuwiese
- Buchwalde, 1931 zu Groß Särchen
- Burgneudorf, am 1. April 1938 zu Burghammer
- Dreiweibern, am 1. April 1938 zu Lohsa
- Heinersdorf, am 1. April 1938 zu Kroppen
- Burgneudorf (bis 1931 Königlich Neudorf), am 1. April 1938 zu Burghammer
- Lipsa, am 1. April 1938 zu Hermsdorf b. Ruhland
- Neida bei Lohsa, am 1. April 1938 zu Lohsa
- Ratzen, am 1. April 1938 zu Lohsa
- Rauden, am 1. April 1938 zu Mönau
- Scheibe, am 1. April 1938 zu Riegel
- Sella, am 1. April 1938 zu Grünewald
- Weißig, am 1. April 1938 zu Hermsdorf/Spree
- Zerre, am 1. April 1938 zu Spreewitz

## Preußische Kommunalverfassung

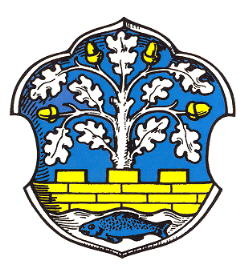
Kreiswappen

Der Kreis Hoyerswerda gliederte sich zunächst in die Stadtgemeinden Hoyerswerda, Ruhland und Wittichenau, in Landgemeinden und Gutsbezirke. Mit Einführung des preußischen Gemeindeverfassungsgesetzes vom 15. Dezember 1933 gab es ab dem 1. Januar 1934 eine einheitliche Kommunalverfassung für alle preußischen Gemeinden. Die bisherigen Stadtgemeinden führten jetzt die Bezeichnung Stadt. Mit Einführung der Deutschen Gemeindeordnung vom 30. Januar 1935 trat zum 1. April 1935 im Deutschen Reich eine einheitliche Kommunalverfassung in Kraft, wonach die bisherigen Landgemeinden nun als Gemeinden bezeichnet wurden. Diese waren in Amtsbezirken zusammengefasst. Eine neue Kreisverfassung wurde nicht mehr geschaffen; es galt weiterhin die Kreisordnung für die Provinzen Ost- und Westpreußen, Brandenburg, Pommern, Schlesien und Sachsen vom 19. März 1881.

## Wappen
Der Kreis führte seit 1935 ein Wappen mit der Blasonierung Über silbernen Wellen, in denen ein blauer Fisch schwimmt, eine goldene Mauer mit drei Zinnen, über die im blauen Feld ein silberner Eichbaum mit goldenen Eicheln hervorwächst.
Das Wappen basierte mit der goldenen, dreigezinnten Mauer auf blauem Grund auf dem Wappen der Stadt Bautzen und stellte so eine Verbindung des Landkreises zur Oberlausitz her. Die Eiche war ein Rückgriff auf das erste bekannte Siegel der Stadt Hoyerswerda, während der Fisch stellvertretend für die beiden großen Flüsse im Kreisgebiet, die Spree und die Schwarze Elster, stand.